# Георг Вилхелм фон Бранденщайн
Георг Вилхелм фон Бранденщайн (на немски: Georg Wilhelm von Brandenstein; * 5 юли 1679 във Вьолсдорф при Залфелд в Тюрингия; † 22 април 1762 в Ендшюц, Тюрингия) е фрайхер от род Бранденщайн от Тюрингия.
Той е син на фрайхер Адам Вайганд фон Бранденщайн († 1691) и съпругата му Анна София фон Тюна († 1717), дъщеря на Хайнрих фон Тюна и Сузана фон Бранденщайн. Внук е на фрайхер Георг Адам фон Бранденщайн († 1656) и Сара Барбара фон Випах († сл. 1657).
Резиденцията на фамилията е замък Бранденщайн при град Ранис.

## Фамилия
Георг Вилхелм фон Бранденщайн се жени на 15 септември 1712 г. в Айзфелд за Розина Кристиана фон Редвиц (ок. 1691 – сл. 1759), дъщеря на Ханс Георг фон Редвиц и Сабина Барбара фон Кюнсберг. Те имат една дъщеря:
- Фридерика Елеонора Доротея фон Бранденшайн (* 7 декември 1727, Ранис; † 6 юли 1807, Айзенберг), омъжена на 5 февруари 1780 г. в Пьолциг близо до Алтенбург за граф Хайнрих XXIII фон Ройс-Кьостриц (* 9 декември 1722, Кьостриц; † 3 септември 1787, Кьостриц)[2]